# Japygidae
Gli japigidi (Japygidae) sono una famiglia di esapodi dell'ordine dei Dipluri comprendente circa 200 specie.

## Descrizione
Essi hanno il corpo affusolato e di colore chiaro, lungo da 0,6 a 3 cm. All'estremità dell'addome si innestano 2 rigidi cerci a forma di forbice che vengono utilizzati per afferrare prede minute. Depongono piccoli gruppi di uova nel terreno.

## Distribuzione e habitat
I Japygidae sono distribuiti in tutto il mondo nei climi temperati, subtropicali e tropicali. Si trovano in tutti i continenti tranne l'Antartide. L'area di distribuzione principale è nelle regioni più calde, quindi solo poche specie si trovano nell'Europa centrale.

## Tassonomia
La famiglia comprende i seguenti generi:

lista incompleta
- Catajapyx Silvestri, 1933
- Dipljapyx Silvestri, 1948
- Gollumjapyx
- Heterojapyx
- Japyx Haliday, 1864
- Metajapyx Silvestri, 1933
- Mixojapyx
- Monojapyx Paclt, 1957
- Parindjapyx Silvestri, 1933
- Protjapyx Silvestri, 1948
- Unjapyx Silvestri, 1948

### Specie presenti in Italia
- Catajapyx aquilonaris (Silvestri, 1931)
- Catajapyx propinquus Silvestri, 1948
- Dipljapyx hirpinus Silvestri, 1948
- Dipljapyx italicus (Silvestri, 1908)
- Dipljapyx limbarae Silvestri, 1948
- Dipljapyx nexus Silvestri, 1948
- Dipljapyx sardous Silvestri, 1948
- Dipljapyx silanus Silvestri, 1948
  - Dipljapyx silanus silanus Silvestri, 1948
  - Dipljapyx silanus meiocerus Silvestri, 1948
- Japyx meridionalis Silvestri, 1948
- Japyx minutus Silvestri, 1948
- Japyx solifugus Haliday, 1864
- Metajapyx braueri (Verhoeff, 1904)
- Metajapyx firmus (Silvestri, 1931)
- Metajapyx garganicus Silvestri, 1948
- Metajapyx moroderi (Silvestri, 1929)
  - Metajapyx moroderi patrizianus Pagés, 1953
- Metajapyx parvidens Silvestri, 1948
- Metajapyx peanoi Pagés, 1980
- Metajapyx siculus (Verhoeff, 1923)
- Monojapyx simplex (Verhoeff, 1923)
- Parindjapyx apulus (Silvestri, 1908)
- Protjapyx maior (Grassi, 1886)
  - Protjapyx maior maior (Grassi, 1886)
  - Protjapyx maior sardous Silvestri, 1948
  - Protjapyx maior trinachrius Silvestri, 1948
- Unjapyx simplicior (Silvestri, 1929)